# Nothocalais
Nothocalais là một chi thực vật có hoa trong họ Cúc (Asteraceae).

## Loài
Chi Nothocalais gồm các loài: